# Marty Davis
Martin „Marty“ Davis (* 15. November 1958 in San Jose, Kalifornien) ist ein ehemaliger US-amerikanischer Tennisspieler.

## Leben
Davis studierte Wirtschaftswissenschaft an der University of South Carolina und schloss sein Studium mit dem Bachelortitel ab. 1980 wurde er Tennisprofi und im folgenden Jahr konnte er an der Seite von Chris Dunk, mit dem er schon zu Universitätszeiten zusammengespielt hatte, sein erstes von insgesamt vier Doppelturnieren auf der ATP World Tour gewinnen. 1983 errang er seinen ersten von insgesamt vier Turniersiegen im Einzel. Seine höchsten Notierungen in der Weltrangliste erreichte er 1985 mit Position 47 im Einzel sowie 1988 mit Position 29 im Doppel.
Sein bestes Einzelergebnis bei einem Grand-Slam-Turnier gelang ihm mit dem Erreichen der dritten Runde bei den Australian Open, in Wimbledon und bei den US Open. In der Doppelkonkurrenz erreichte er an der Seite von Brad Drewett 1988 und 1989 jeweils das Halbfinale der Australian Open.
Davis ist verheiratet und hat zwei Kinder. 1985 wurde er in den Players Council und zwei Jahre später ins Board of Directors der ATP gewählt. 1991 trat er vom Profisport zurück und arbeitete zeitweise als Kommentator für ESPN sowie als Assistenztrainer an der University of California in Berkeley. Seitdem war er als Cheftrainer an der University of California in Santa Barbara tätig und wurde mehrfach als Trainer des Jahres der Big West Conference ausgezeichnet.

## Erfolge
| Legende                       |
| Grand Slam                    |
| Tennis Masters Cup            |
| ATP Masters Series            |
| ATP International Series Gold |
| ATP International Series (7)  |
| ATP Challenger Series (4)     |

### Einzel

#### Turniersiege

##### ATP Tour
| Nr. | Datum              | Turnier   | Belag   | Finalgegner       | Ergebnis      |
| --- | ------------------ | --------- | ------- | ----------------- | ------------- |
| 1.  | 24. September 1984 | Honolulu  | Teppich | David Pate        | 6:1, 6:2      |
| 2.  | 17. Juni 1985      | Bristol   | Rasen   | Glenn Layendecker | 4:6, 6:3, 7:5 |
| 3.  | 21. Oktober 1985   | Melbourne | Teppich | Paul Annacone     | 6:4, 6:4      |

##### Challenger Tour
| Nr. | Datum           | Turnier   | Belag     | Finalgegner   | Ergebnis |
| --- | --------------- | --------- | --------- | ------------- | -------- |
| 1.  | 8. August 1983  | Cleveland | Hartplatz | Matt Mitchell | 6:3, 6:2 |
| 2.  | 16. Januar 1984 | Amarillo  | Hartplatz | Robert Seguso | 6:4, 6:4 |

#### Finalteilnahmen
| Nr. | Datum           | Turnier   | Belag     | Finalgegner | Ergebnis      |
| --- | --------------- | --------- | --------- | ----------- | ------------- |
| 1.  | 6. August 1984  | Cleveland | Hartplatz | Terry Moor  | 6:3, 6:7, 2:6 |
| 2.  | 3. Oktober 1984 | Brisbane  | Hartplatz | Tim Mayotte | 4:6, 4:6      |

### Doppel

#### Turniersiege

##### ATP Tour
| Nr. | Datum              | Turnier      | Belag     | Partner      | Finalgegner                   | Ergebnis      |
| --- | ------------------ | ------------ | --------- | ------------ | ----------------------------- | ------------- |
| 1.  | 23. Februar 1981   | Mexiko-Stadt | Sand      | Chris Dunk   | John Fitzgerald Ross Case     | 6:3, 6:4      |
| 2.  | 7. Oktober 1985    | Brisbane     | Teppich   | Brad Drewett | Bud Schultz Ben Testerman     | 6:2, 6:2      |
| 3.  | 4. Januar 1988     | Auckland     | Hartplatz | Tim Pawsat   | Sammy Giammalva Jim Grabb     | 6:3, 3:6, 6:4 |
| 4.  | 18. September 1989 | Los Angeles  | Hartplatz | Tim Pawsat   | John Fitzgerald Anders Järryd | 7:5, 7:6      |

##### Challenger Tour
| Nr. | Datum           | Turnier    | Belag     | Partner    | Finalgegner                   | Ergebnis |
| --- | --------------- | ---------- | --------- | ---------- | ----------------------------- | -------- |
| 1.  | 4. Mai 1981     | Chichester | Rasen     | Chris Dunk | Andrew Jarrett Jonathan Smith | 7:6, 6:1 |
| 2.  | 16. Januar 1984 | Amarillo   | Hartplatz | Chris Dunk | Mike Brunnberg Bruce Kleege   | 6:4, 6:3 |

#### Finalteilnahmen
| Nr. | Datum              | Turnier       | Belag         | Partner      | Finalgegner                      | Ergebnis       |
| --- | ------------------ | ------------- | ------------- | ------------ | -------------------------------- | -------------- |
| 1.  | 9. November 1981   | Hongkong (1)  | Hartplatz     | Brad Drewett | Chris Dunk Chris Mayotte         | 4:6, 6:7       |
| 2.  | 20. September 1982 | San Francisco | Teppich       | Chris Dunk   | Fritz Buehning Brian Teacher     | 7:65, 2:6, 5:7 |
| 3.  | 6. August 1984     | Cleveland     | Hartplatz     | Chris Dunk   | Francisco González Matt Mitchell | 6:7, 5:7       |
| 4.  | 1. November 1987   | Hongkong (2)  | Hartplatz     | Brad Drewett | Mark Kratzmann Jim Pugh          | 7:6, 4:6, 2:6  |
| 5.  | 19. Juni 1988      | Bristol       | Rasen         | Tim Pawsat   | Peter Doohan Laurie Warder       | 6:2, 4:6, 5:7  |
| 6.  | 16. Oktober 1988   | Sydney Indoor | Hartplatz (i) | Brad Drewett | Darren Cahill John Fitzgerald    | 3:6, 2:6       |
| 7.  | 13. November 1988  | Wembley       | Teppich (i)   | Brad Drewett | Ken Flach Robert Seguso          | 5:7, 2:6       |
| 8.  | 14. Mai 1990       | Rom           | Sand          | Jim Courier  | Sergio Casal Emilio Sánchez      | 6:7, 5:7       |